# 馬高斯·保羅
馬高斯·保羅·艾華斯（葡萄牙語：Marcos Paulo Alves，1977年5月11日—），巴西职业足球运动员，现效力於福塔雷萨体育俱乐部球队，他曾替巴西上陣18次射入2球（此數值包含巴西U23）。